# Flintoconis
Flintoconis is een geslacht van insecten uit de familie van de dwerggaasvliegen (Coniopterygidae), die tot de orde netvleugeligen (Neuroptera) behoort.

## Soorten
- F. gozmanyi Sziráki, 2007
- F. petorcana Sziráki, 2007